# Mount Panorama Circuit
Le Mount Panorama, Motor Racing Circuit Bathurst est un circuit automobile situé à Bathurst, en Nouvelle-Galles du Sud, en Australie. C'est l'hôte de la célèbre course des Bathurst 1000 qui s'y déroule chaque année en octobre (depuis 1963) et des 12 Heures de Bathurst courues en février. Le tracé mesure 6,213 km de long et utilise des routes de montagne habituellement ouvertes à la circulation automobile.

## Circuit
Le circuit est assez déroutant, avec une différence d'élévation de 174 mètres entre ses points les plus hauts et les plus bas. Les voitures du V8 Supercars frôlent les 300 km/h en vitesse de pointe sur Conrod Straight. Lorsqu'il ne s'y déroule aucun événement sportif, les usagers peuvent circuler sur le circuit, dans un sens comme dans l'autre. Toutefois, la vitesse est limitée à 60 km/h et les patrouilles de police ne sont pas rares.
Le record du tour était détenu par Craig Lowndes avec 2 min 6 s 801, temps réalisé en 2010 en V8 Supercar sur Holden Commodore, depuis le 7 octobre 2017 le record du circuit est détenu par Scott McLaughlin en 2 min 03 s 831 (avec une Ford Falcon en V8 Supercars) . Le 22 mars 2011, le champion du monde 2009 de Formule 1, Jenson Button, y a roulé avec une McLaren MP4-23 de 2008, réalisant un temps non officiel d'1 min 49 s, c'était la première fois qu'une F1 empruntait le circuit. Selon Button, avec de la pratique, une dizaine de secondes supplémentaires pourraient être gagnées.
Le 4 octobre 1992, lors des 1 000 kilomètres de Bathurst en Australie, la voiture de Denny Hulme a, petit à petit, ralenti dans la ligne droite des stands avant de s'arrêter, sans violence, contre les glissières de sécurité : Denny venait de décéder d'une crise cardiaque pendant l'épreuve.

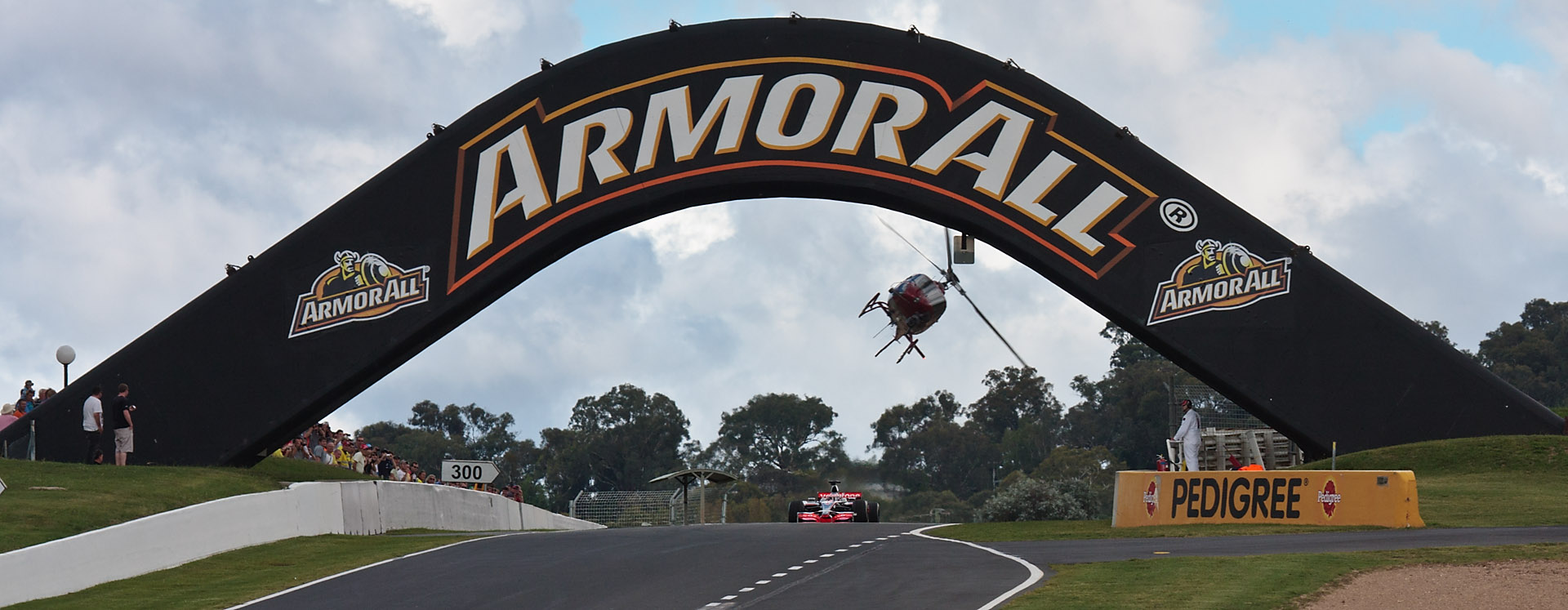
Jenson Button pilote la McLaren MP4-23 de 2008 en démonstration (2011).

## Galerie

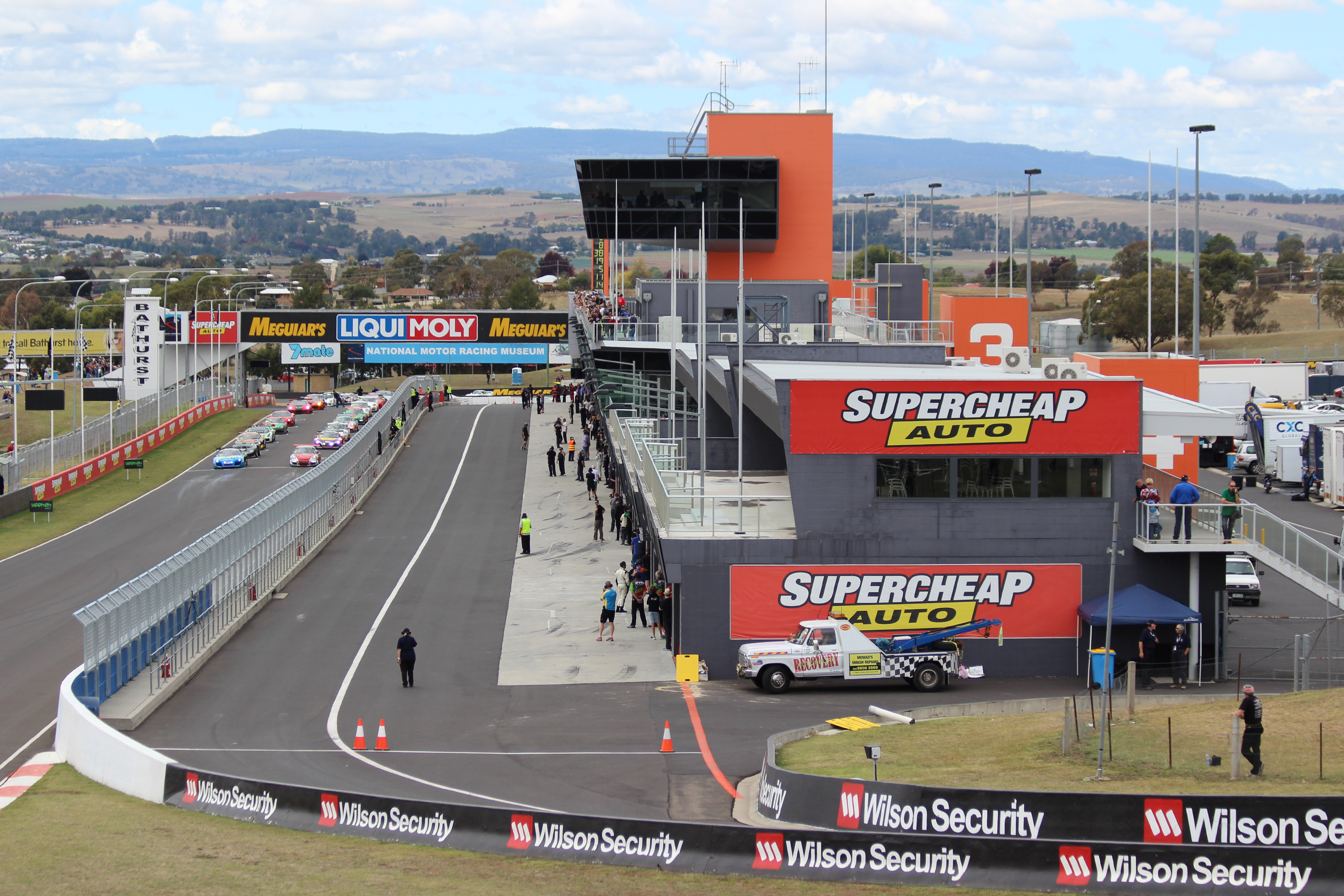
La ligne des stands.
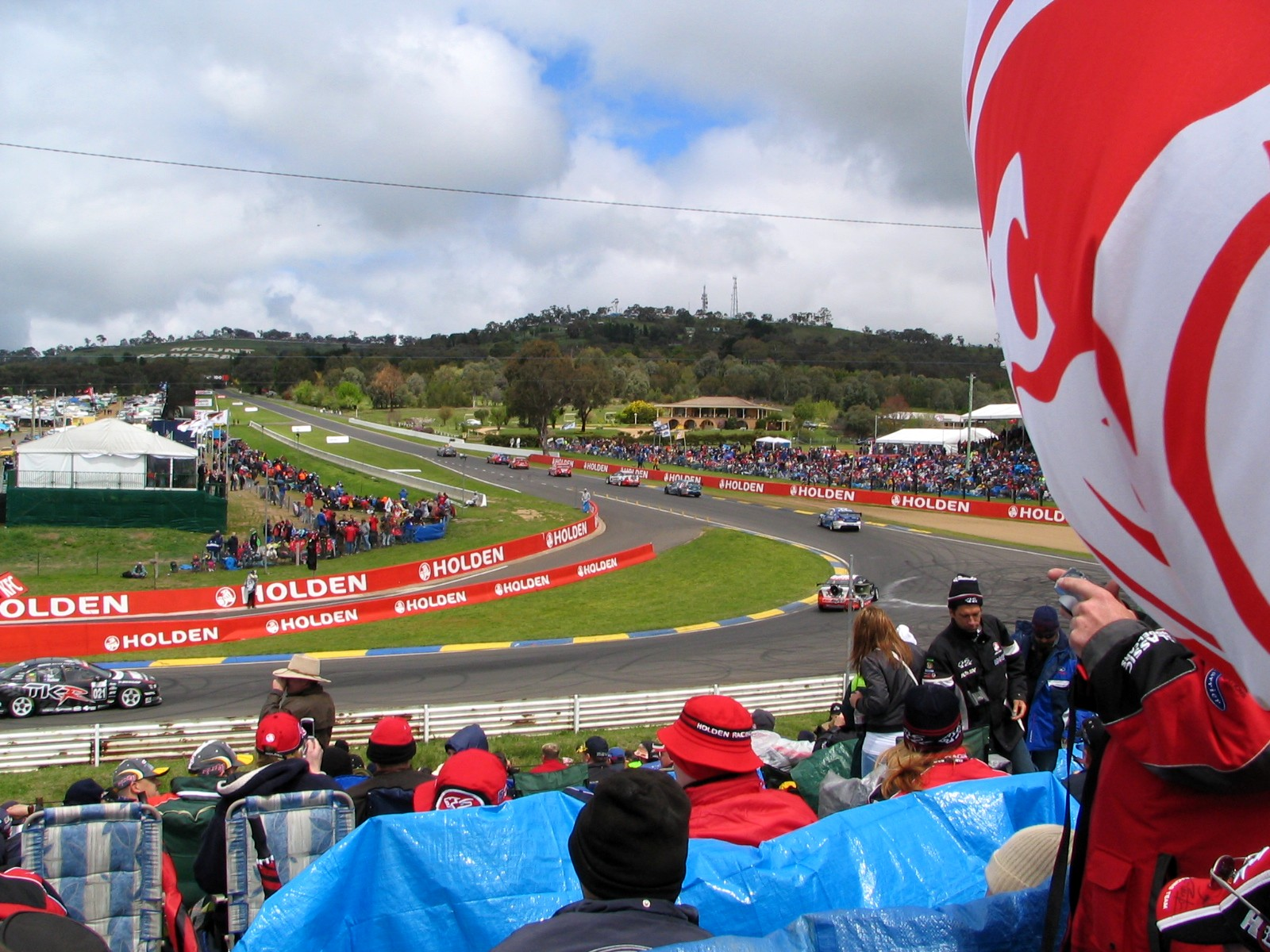
Le virage Holden (Hell Corner)
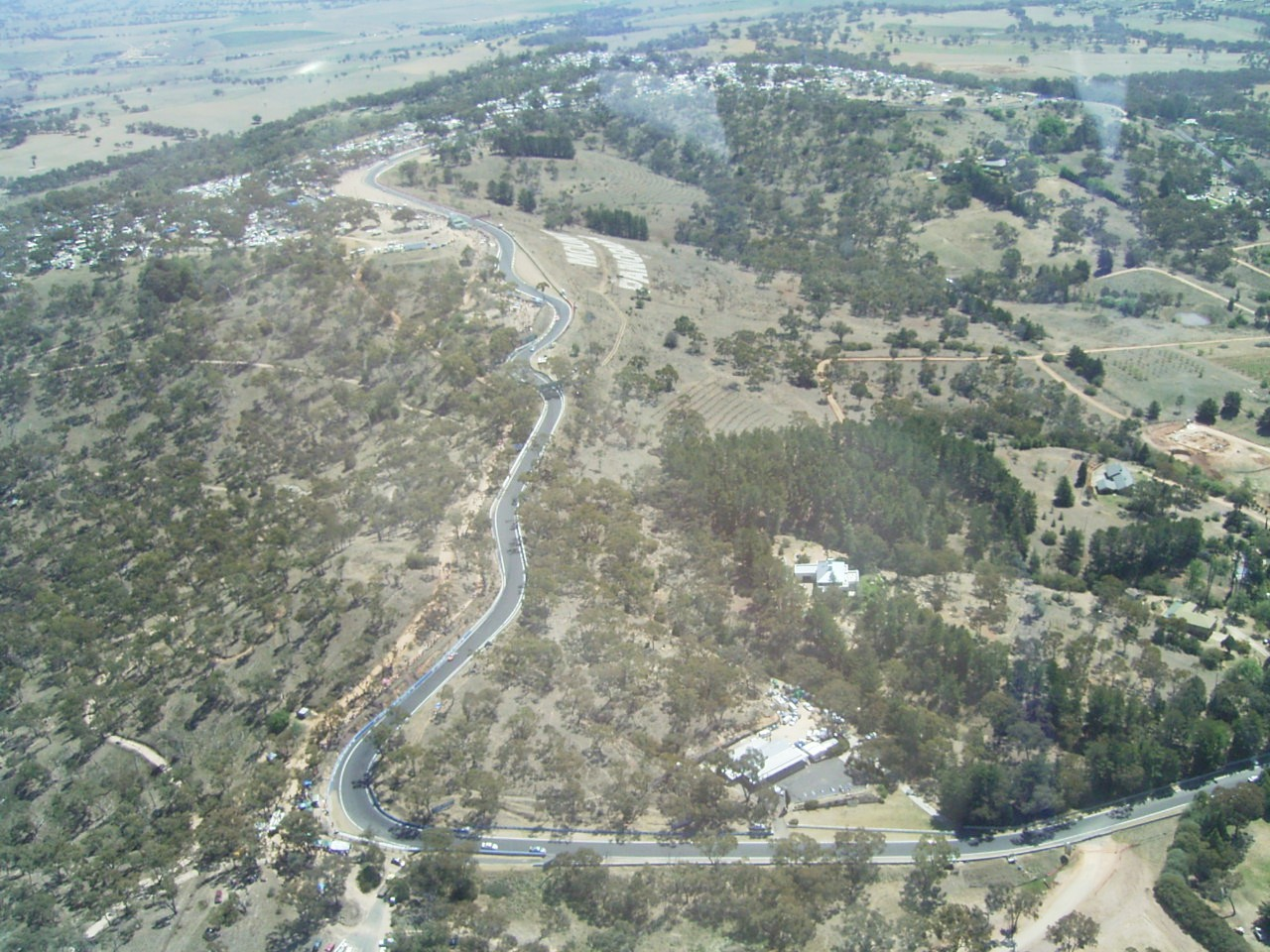
Vue aérienne générale.
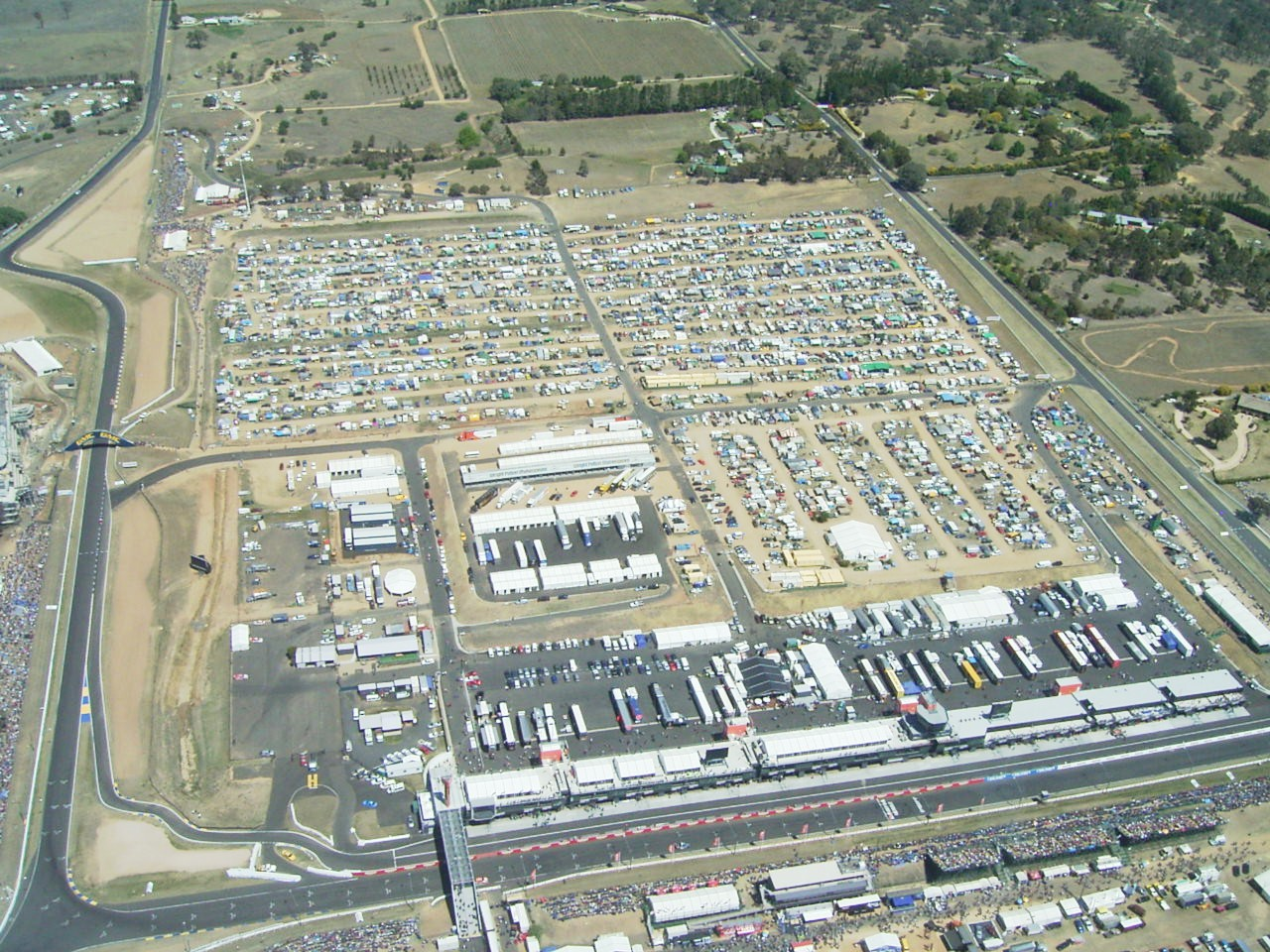
Vue aérienne des stands et de la ligne de départ.